# Рипатти, Марита
Мари́та Рипа́тти (фин. Marita Ripatti) — финская кёрлингистка.
В составе женской сборной Финляндии участница чемпионата мира 1993 (заняли десятое место) и двух чемпионатов Европы (наивысшее занятое место — седьмое). В составе юниорской женской сборной Финляндии участница Чемпионата Европы среди юниоров 1985 (заняли шестое место).
Играла в основном на позиции первого.

## Команды
| Сезон   | Четвёртый       | Третий           | Второй           | Первый           | Запасной        | Турниры            |
| ------- | --------------- | ---------------- | ---------------- | ---------------- | --------------- | ------------------ |
| 1983—84 | Анне Эерикяйнен | Sirpa Piiroinen  | Терхи Аро        | Марита Рипатти   |                 | ЧЕ 1983 (13 место) |
| 1984—85 | Анне Эерикяйнен | Хейди Коскихеймо | Марита Рипатти   | Терхи Аро        | Sirpa Piiroinen | ЧЕЮ 1985 (6 место) |
| 1990—91 | Яана Йокела     | Терхи Аро        | Нина Ахвенайнен  | Хейди Коскихеймо | Марита Рипатти  | ЧЕ 1990 (7 место)  |
| 1992—93 | Терхи Аро       | Яана Йокела      | Хейди Коскихеймо | Мари Лунден      | Марита Рипатти  | ЧМ 1993 (10 место) |

(скипы выделены полужирным шрифтом)